# 魏正耀
魏正耀 （1936年3月30日—），中国信息技术专家、著名密码学专家，中国工程院院士。浙江省慈溪市人，生于上海市。1955年，毕业于中国人民解放军外国语学院。
在信息技术领域研究工作多年，学术造诣高深。主持过个多个国家重大研究项目，取得了重大成果。先后获得1985年、1998年、1999年和2001年国家科技进步奖一等奖。
1999年，当选为中国工程院院士。